# Katerînivka, Kirovohrad
Katerînivka (în ucraineană Катеринівка) este un sat în comuna Oboznivka din raionul Kirovohrad, regiunea Kirovohrad, Ucraina.

## Demografie
Componența lingvistică a localității Katerînivka
     Ucraineană (91,71%)
     Rusă (7,73%)
     Alte limbi (0,56%)
Conform recensământului din 2001, majoritatea populației localității Katerînivka era vorbitoare de ucraineană (91,71%), existând în minoritate și vorbitori de rusă (7,73%).